# Lemuriana mascarena
Lemuriana mascarena är en fjärilsart som beskrevs av Butler 1878. Lemuriana mascarena ingår i släktet Lemuriana och familjen tofsspinnare. Inga underarter finns listade i Catalogue of Life.